# Trente-Six Heures en enfer
Pour plus de détails, voir Fiche technique et Distribution.
Trente-Six Heures en enfer (36 ore all'inferno) est un film de guerre italien sorti en 1969, réalisé par Roberto Bianchi Montero (sous le pseudonyme de Roberto Montero).

## Synopsis
Un groupe de Marines américains se rend sur l'île de Rabaul pour repousser les forces japonaises qui ont survécu après de lourds bombardements.

## Fiche technique
- Titre français : Trente-Six Heures en enfer
- Titre original italien : 36 ore all'inferno
- Genre : Film de guerre
- Réalisateur : Roberto Montero
- Scénario : Arpad De Riso, Giorgio Baldaccini, Dino De Rugeriis, Roberto Montero
- Production : Franco Galli (producteur), Eolo Capitti (superviseur de la production)
- Photographie : Mario Mancini
- Montage : Elsa Armanni
- Musique : Franco Salina
- Décors : Mimmo Scavia
- Maquillage : Angelo Roncaioli
- Pays :  Italie
- Année de sortie : 1969
- Date de sortie en salle en France : 22 avril 1970[1]
- Durée : 93 min
- Format d'image : 1.85:1

## Distribution
- Richard Harrison : capitaine Stern
- Pamela Tudor : Ingrid Nilsson
- Alain Gerard : Henry Stewart
- Carlo Gaddi : sous-lieutenant Langousta
- George Wang : major Koshiro
- Bruno Piergentili (sous le pseudo de Dan Harrison) : Bronx
- Luciano Catenacci : caporal Landing
- Goffredo Unger : sergent Missouri
- Mario Bianchi